# Вулиця Свіштовська (Кременчук)
Вулиця Свіштовська — одна з найдовших вулиць Кременчука. Протяжність близько 3200 метрів.

## Розташування
Вулиця розташована в північній частині міста на межі сіл Нова Знам'янка та Вільна Терешківка. Починається від прохідної Кременчуцького нафтопереробного заводу і прямує на південь до роздоріжжя між вулицями Вовка, Молодіжна та проспектом Лесі Українки.
Близько середини вулиці до неї прилучається Галузевий проїзд.

## Опис
Зважаючи на те, що вулиця розташована фактично на околицях міста, житлова забудова на ній відсутня. Натомість на ній розташована ціла низка промислових підприємств: ТЕЦ, Кременчуцький завод технічного вуглецю, Кременчуцький нафтопереробний завод, який є державним стратегічним об'єктом та інші. Винятком є лікарня «Нафтохімік», яка обслуговує переважно працівників вищевказаних підприємств, умови праці в яких є надзвичайно шкідливими для здоров'я людини. Уздовж правої частини вулиці проходить стратегічний нафтопровід Мічурінськ-Кременчук.

## Походження назви
Вулиця названа на честь болгарського міста-побратима Кременчука — Свиштова.

## Будівлі та об'єкти
- № 2 — Кременчуцька ТЕЦ;
- № 2В — ТОВ «ІНМАК-ЛІМІТЕД»;
- № 3 — Кременчуцький нафтопереробний завод; медико-санітарна частина «Нафтохімік»;
- № 4 — Кременчуцький завод технічного вуглецю;
- № 25 — завод з виробництва свічок «Candy Light», Свіштовське кладовище.

Світлини вуличної забудови
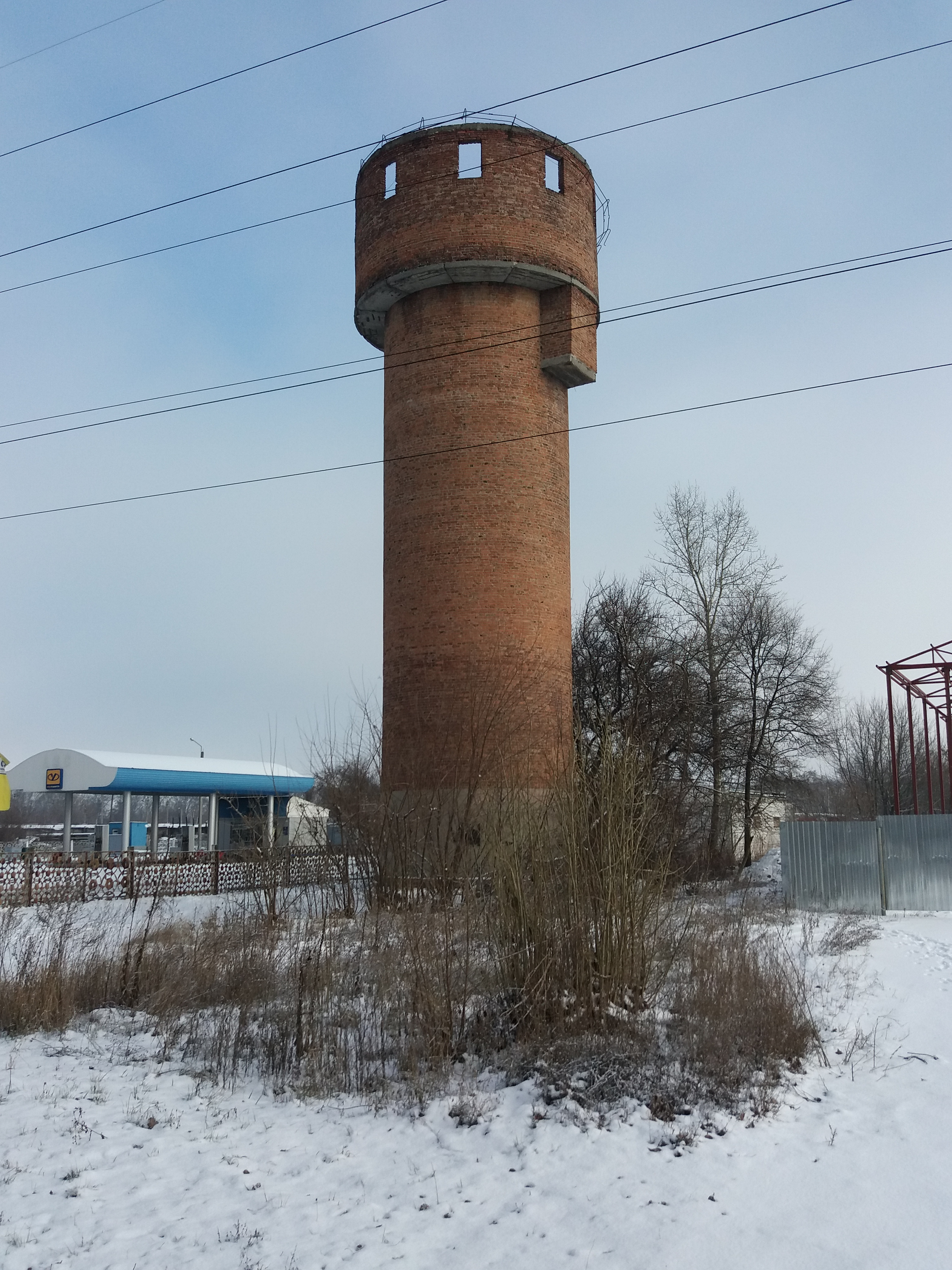
Водонапірна вежа біля автозаправної станції
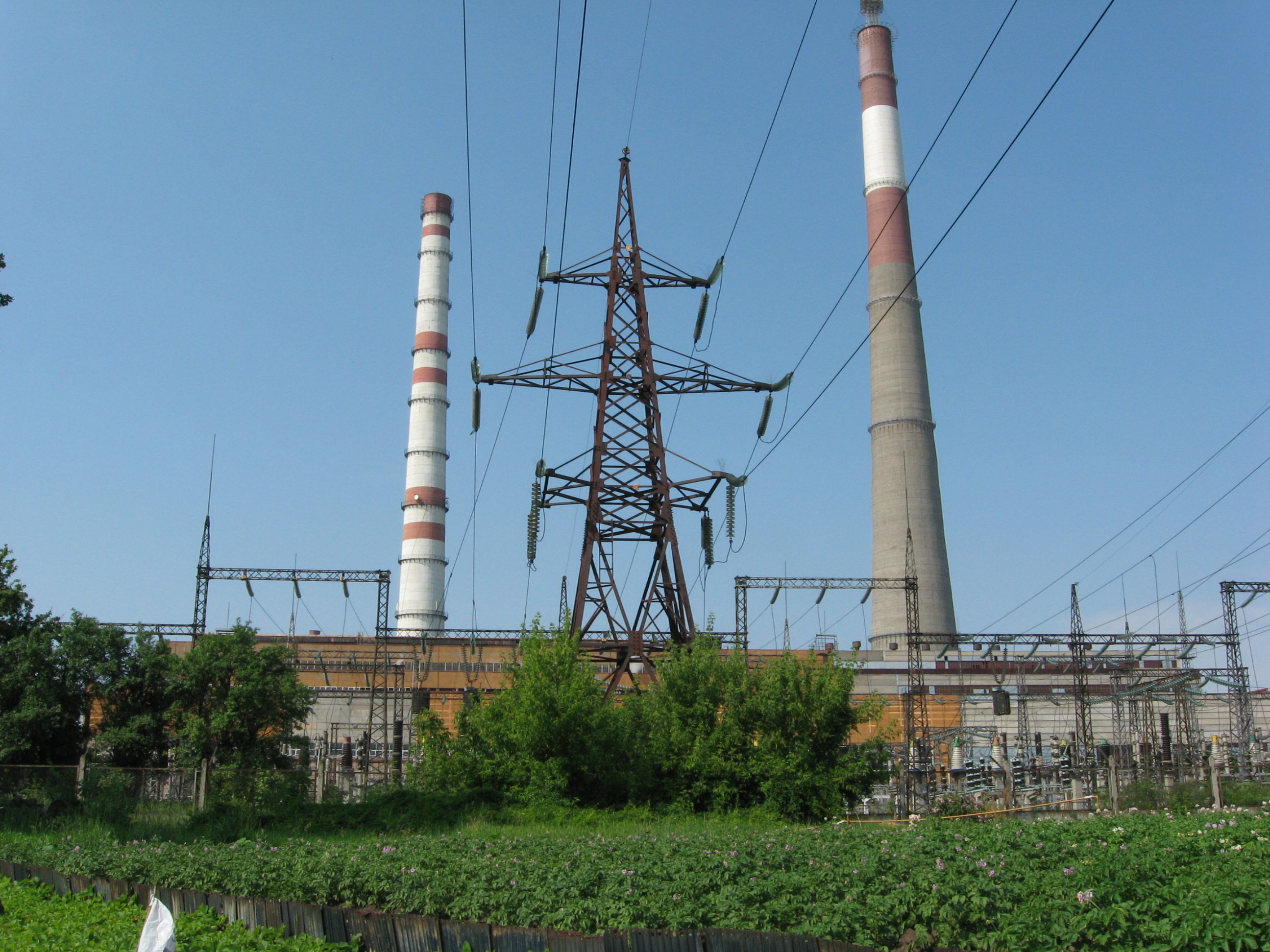
Кременчуцька ТЕЦ